# 987年
| 千纪： | 1千纪 |
| 世纪： | 9世纪 \| 10世纪 \| 11世纪                                                                                    |
| 年代： | 950年代 \| 960年代 \| 970年代 \| 980年代 \| 990年代 \| 1000年代 \| 1010年代                                  |
| 年份： | 982年 \| 983年 \| 984年 \| 985年 \| 986年 \| 987年 \| 988年 \| 989年 \| 990年 \| 991年 \| 992年              |
| 纪年： | 丁亥年（猪年）；于阗天兴二年；契丹統和五年；北宋雍熙四年；大理廣明二年；越南天福八年；日本寬和三年，永延元年 |

## 大事记
- 宋朝承認黎桓在越南的統治地位。
- 西法蘭克王國卡洛林王朝末代國王路易五世死去，偉大的于格之子于格·卡佩被貴族和高級僧侶推選為國王，建立卡佩王朝，但執政合法性持續受到路易四世的兒子下洛林公爵查理挑戰。
- 基輔大公弗拉基米爾一世·斯維亞托斯拉維奇協助拜占庭帝國鎮壓內部的叛亂。

## 出生
- 柳永——北宋著名词人，“婉约派”的开创者

## 逝世
- 5月22日——洛泰爾一世，加洛林王朝西法蘭克王國支系的末代國王。（約967年出生，20岁）
- 10月4日——媽祖，中國民間信仰海洋女神。（960年出生，27岁）